# Riga (Burkina Faso)
Pour les articles homonymes, voir Riga (homonymie).
Riga est une localité située dans le département de Bokin de la province du Passoré dans la région Nord au Burkina Faso.

## Économie
L'économie de Riga est basée sur l'élevage. Plus de 2000 têtes de bœufs sont dénombrés en 2006

## Santé et éducation
Le centre de soins le plus proche de Riga est le centre de santé et de promotion sociale (CSPS) de Sarma tandis que le centre médical avec antenne chirurgicale (CMA) de la province se trouve à Yako.